# Romualdo Biaggi Rodríguez
Romualdo Gustavo Biaggi Rodríguez (Trujillo, 13 de marzo de 1922 - Lima, 31 de julio del 2011) fue un abogado, economista, profesor universitario y político peruano. Dirigente del Partido Aprista Peruano, fue senador de la república durante 3 periodos y presidente del Senado en 1988. También ejerció como miembro de la Asamblea Constituyente de 1978 y diputado por Lambayeque desde 1963 hasta 1968.

## Biografía
Romualdo Biaggi nació en la ciudad de Trujillo, el 13 de marzo de 1922. Fue hijo de Hernani Gustavo Biaggi Moscol y de Felipa Rodríguez.
Ingresó a la Universidad Nacional de Trujillo donde estudió la carrera de Derecho y obtuvo el título de abogado. Luego ingresó a la Universidad Nacional Federico Villarreal en la ciudad de Lima y estudió en la facultad de Ciencias Económicas.

## Trayectoria docente
Durante sus años como estudiante en la Universidad Nacional de Trujillo, Romualdo Biaggi decidió dedicarse a la docencia y se inició enseñando en un colegio trujillano. Luego hizo lo propio en la Universidad Nacional Federico Villarreal donde dictaba las cátedras de Derecho Individual de Trabajo y Derecho Colectivo de Trabajo. Fue jefe del Departamento de Derecho Privado (1975-1976), decano de la Facultad de Derecho (1977-1979) y miembro del Consejo Universitario (1978-1979) de dicha casa de estudios. Además, fue catedrático en la Universidad de San Martín de Porres (1968-1972).

## Trayectoria política
Romualdo Biaggi decide incursionar en el ámbito político cuando en el año 1940, se inscribió como militante del Partido Aprista Peruano fundado por el histórico Víctor Raúl Haya de la Torre. Dentro del aprismo formó parte del Comité Ejecutivo Nacional (CEN).
En el año 1963 Biaggi es elegido como diputado por Lambayeque y durante su gestión presidió la Comisión de Presupuesto, sin embargo, su cargo fue interrumpido tras el golpe de Estado decretado por el general Juan Velasco Alvarado el 3 de octubre de 1968.
Tras la muerte de Velasco y la toma de mando de Francisco Morales Bermúdez como presidente del gobierno revolucionario de las Fuerzas Armadas, éste convocó a elecciones para la creación de una Asamblea Constituyente en el año 1978. Biaggi postuló por el Partido Aprista Peruano y fue elegido como diputado constituyente. Presidió la Comisión que redactó el capítulo de la Constitución de 1979 sobre el Derecho de Trabajo.
En las elecciones de 1980, fue elegido como senador para el periodo 1980-1985 y luego reelegido en las elecciones de 1985 para el periodo 1985-1990.
El 26 de julio de 1988, Romualdo Biaggi fue elegido como el nuevo presidente del Senado de la República para el periodo legislativo 1988-1989, reemplazando en el cargo a Jorge Lozada Stanbury.
Fue nuevamente elegido como senador para el periodo 1990-1995 y el 16 de febrero de 1991, fue elegido como presidente del Parlamento Andino representando al Perú. Sin embargo, su cargo fue nuevamente disuelto luego de la declaratoria del cierre del Congreso de la República por el presidente Alberto Fujimori el 5 de abril de 1992. Ante el golpe de Estado, Biaggi formó parte de la oposición junto a los demás parlamentarios disueltos y fue perseguido por el régimen fujimorista junto a los demás militantes del aprismo.
En 1995, intentó ser nuevamente elegido en el Congreso de la República por el Partido Aprista Peruano, sin embargo, no tuvo éxito tras solo obtener 1,359 votos.

## Fallecimiento
El 31 de julio del 2011, Romualdo Biaggi falleció a los 89 años en la ciudad de Lima.

## Condecoraciones y distinciones
- Orden El Sol del Perú en el Grado de Gran Cruz.
- Condecoración Andrés Reyes en el Grado de Gran Cruz, concedida por el Senado del Perú.
- Condecoración Juan Antonio Távara Andrade en el Grado de Gran Cruz, por la Cámara de Diputados del Perú.
- Orden al Mérito en el Grado de Gran Cruz, de la Policía Nacional del Perú.
- Orden al Mérito en el Grado de Gran Cruz, de la Guardia Republicana (Perú).
- Medalla de Oro de la Municipalidad de Trujillo (Perú).
- Medalla de Oro de la Municipalidad de Chiclayo.
- Medalla de Oro de la Municipalidad de Rázuri (Trujillo)
- Medalla de Oro de la Universidad Nacional de Lambayeque.
- Medalla de la Integración, otorgado por el Parlamento Andino.
- Orden Andrés Bello, concedida por la República de Venezuela.